# Rosa Entius
Rosa Entius (Warmenhuizen, 17 september 2003) is een Nederlands volleybalspeelster. Entius kwam in Nederland uit voor VV Dinto en VC Sneek. Sinds 2024 komt ze uit voor USC Münster.

## Carrière
Entius begon met volleyballen bij de volleybalclub VV Dinto in haar geboorteplaats Warmenhuizen. In 2021 maakte ze de overstap naar eredivisionist VC Sneek. In 2023 werd Entius met VC Sneek voor de eerste keer landskampioen van Nederland. Het volgende seizoen wist Entius met VC Sneek opnieuw landskampioen te worden. Na het seizoen 2023/24 maakte Entius de overstap naar het Duitse USC Münster.

## Awards
Clubverband
- Nederlands kampioen 2×